# Refuge du Grand Bec

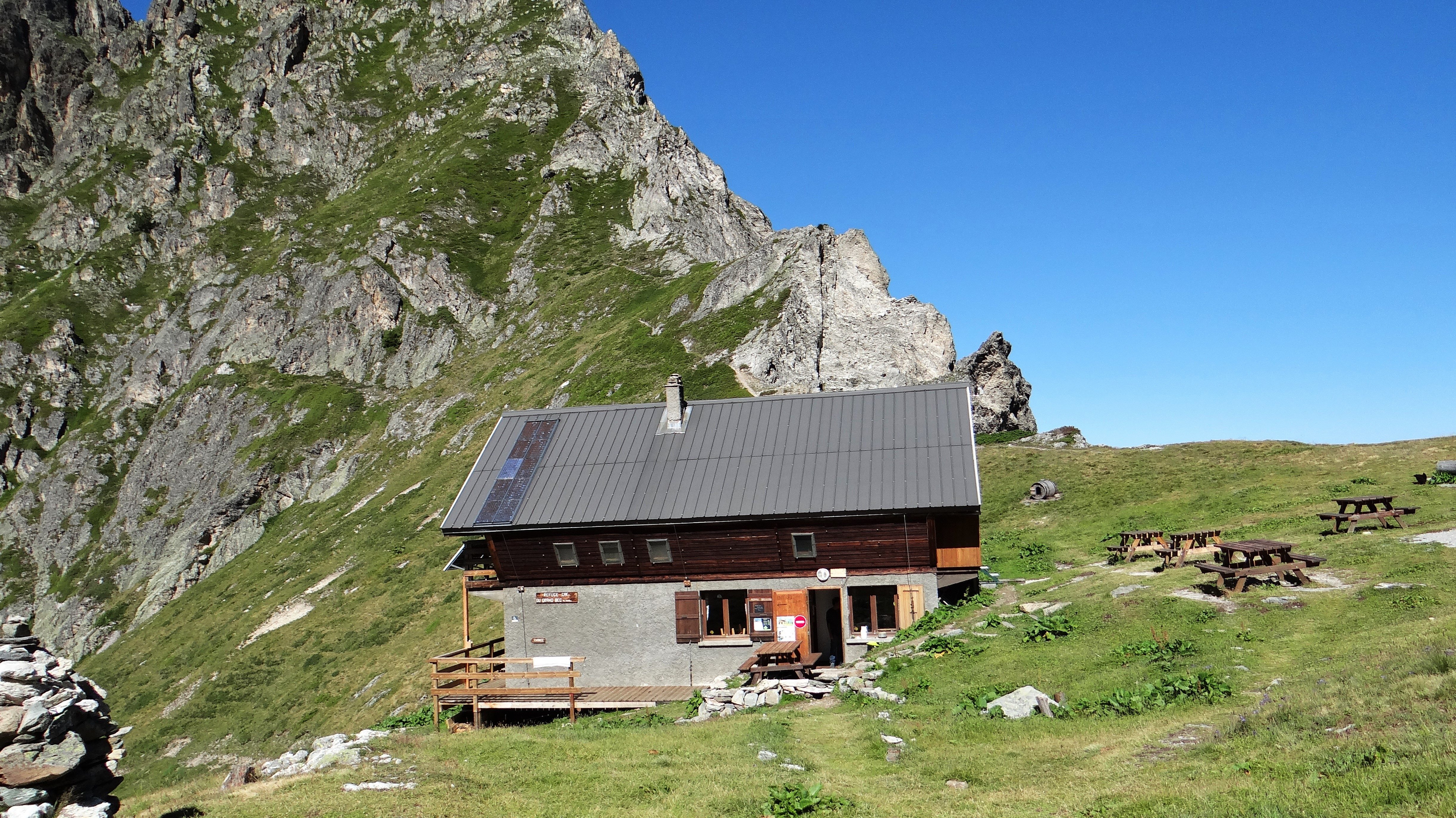
Refuge du Grand Bec

Das Refuge du Grand Bec ist eine Schutzhütte der Sektion Vanoise-Tarentaise des Club Alpin Français in Frankreich im Departement Savoie in der Region Auvergne-Rhône-Alpes.

## Merkmale und Informationen
Die Bewartung ist nur für einen Teil des Jahres ab dem 20. Juni geplant. Die Hütte ist mit einem Holzofen ausgestattet, eine Flasche Gas sowie Decken und Besteck sind grundsätzlich vorhanden. Die maximale Kapazität des Hauses beträgt 36 Plätze.

## Zugang
Um zum Refuge du Grand Bec zu gelangen, muss man das Dorf Planay überqueren, das sich auf der durchgehenden Straße befindet, die zur Stadt Pralognan führt. In Plan Fournier angekommen, muss man einen Waldweg nehmen, der zum Col de la Vuzelle führt. Von diesem Weg wird dann die Hütte angezeigt.